# عشق‌آباد (بیرجند)
عشق‌آباد یک منطقهٔ مسکونی است در دهستان فشارود از توابع بخش مرکزی شهرستان بیرجند، واقع در استان خراسان جنوبی که بر پایه سرشماری عمومی نفوس و مسکن در سال ۱۳۹۵ جمعیت آن ۱۱ نفر (در ۶ خانوار) بوده‌است.